# Santuario di Maria Santissima del Rosario
Il santuario di Maria Santissima del Rosario è un luogo di culto cattolico di Cittanova.

## Storia
Su iniziativa di don Domenico Maria Siciliani, padre spirituale della Congregazione della SS. Trinità e della Beata Vergine del Rosario, il 7 maggio 1823 fu posta la prima pietra del santuario, nello stesso luogo dove sorgeva fin dal XVII secolo una piccola chiesa dedicata alla Madonna del Rosario, distrutta dal terremoto del 1783; il sacerdote affidò l'esecuzione architettonica a Francesco Morani nato a Polistena nel 1804 e ai Tre figli Fortunato, Vincenzo, ed Emanuele con esecuzione di stucchi e altari interni, e pitturazione in epoca successiva.  l'esecuzione materiale ai Tigani e ai Rovere.
Nel 1953 la chiesa fu eretta a seconda parrocchia cittadina.
L'edificio religioso fu in parte ristrutturato nel 1961 e una seconda volta nel 2004; in tale data fu inaugurato un nuovo portale in bronzo raffigurante i misteri del Rosario.
Nel 1999 la chiesa è stata elevata a santuario ed è sottoposta a tutela monumentale (legge 1º giugno 1939 n. 1089).

## Descrizione
Ad una navata, in stile barocco, l'interno ospita affreschi, stucchi, angeli e statue di gesso.
La facciata è tripartita ed è fiancheggiata da due campanili a torre quadrata con cupole esagonali a cuspide. Sulla facciata è stata posta una Croce, opera del maestro D. Greco di Serra San Bruno, mentre la nicchia tra i due campanili ospita una statua in marmo bianco della Madonna col Bambino, opera dello scultore Francesco Jerace.
Il portale è sormontato da un finestrone. All'interno si possono ammirare le decorazioni neoclassiche a stucco eseguite dai Morani e gli affreschi del soffitto sono fatti sulla tela quindi non sono affreschi del maestro Colloca (Lavanda dei piedi, Incoronazione della Vergine, autore del dipinto Francesco Morani figlio di Giovanni, e La disputa di Gesù al tempio); nel transetto quattro affreschi di Brunetto Aloi.
Opere di rilievo:
- Statua lignea della Madonna del Rosario, attribuita da alcuni studiosi a Domenico De Lorenzo[3] mentre altri la attribuiscono allo scultore Fortunato Morani[4][5];
- Trinità che incorona la Vergine: statue lignee realizzate a Napoli nel 1830.

## Galleria d'immagini

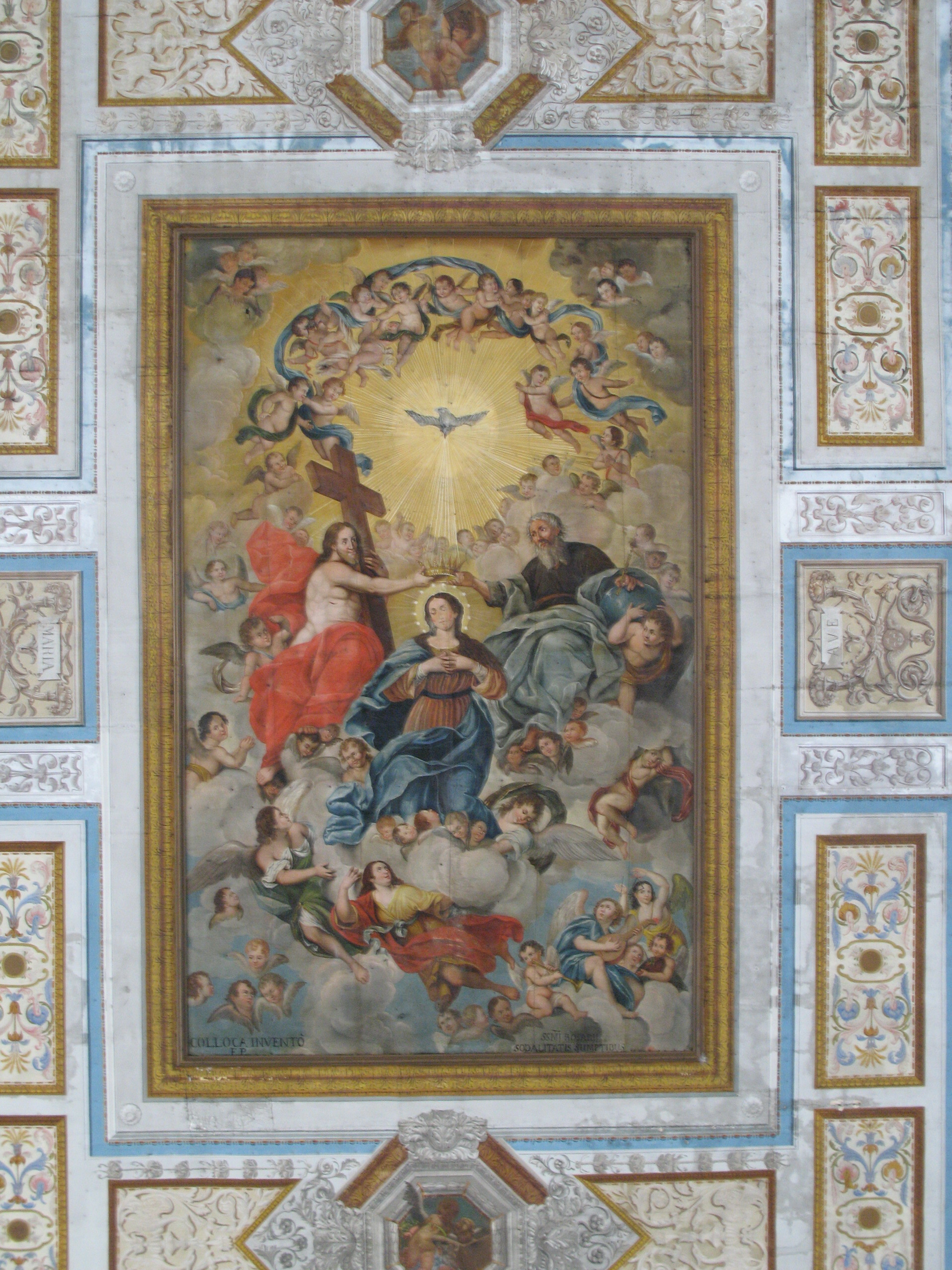
Incoronazione di Maria Vergine, Stefano e Antonio Colloca (1836)
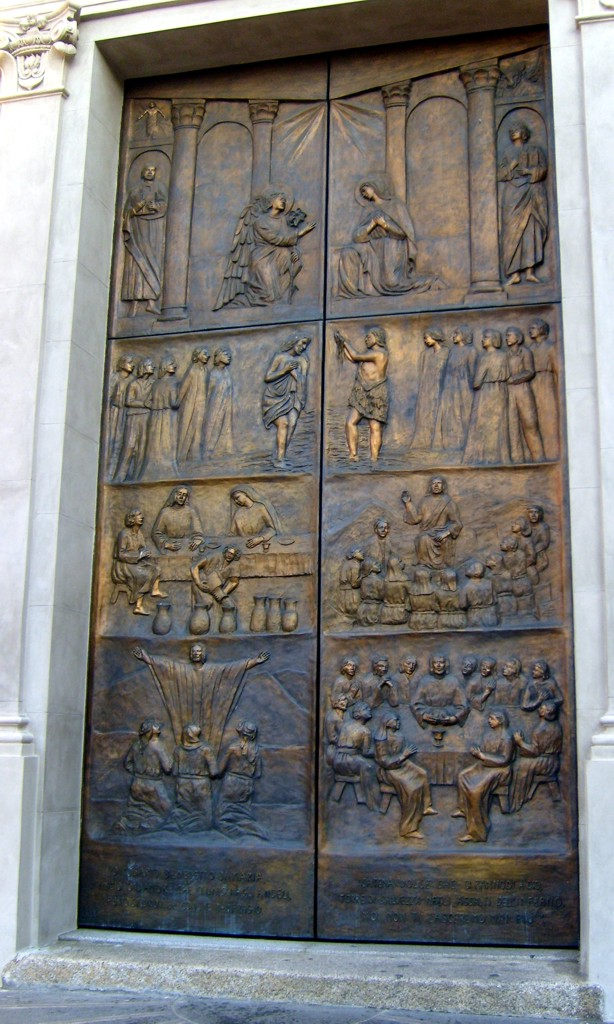
Portale bronzeo

## Festività e ricorrenze
- Festa di Maria Santissima del Rosario (1º novembre, con processione per le vie cittadine).[6]

## Titoli
- Santuario diocesano. L'8 dicembre 1999 la chiesa venne eretta a santuario diocesano, con bolla vescovile di mons. Domenico Crusco, vescovo della diocesi di Oppido Mamertina-Palmi.[7]
- Chiesa parrocchiale. L'11 febbraio 1953 la chiesa venne eretta a nuova parrocchia cittadina dal vescovo della diocesi di Mileto.[1] Il territorio venne scorporato dalla parrocchia di San Girolamo;

Inoltre, il santuario è stato elevato a chiesa giubilare della diocesi di Oppido Mamertina-Palmi in occasione del Giubileo ordinario del 2025.